# Santuario di Sant'Oronzo fuori le mura
Il santuario di Sant'Oronzo fuori le mura è una chiesa extraurbana di Lecce situata in via Adriatica. La tradizione indica il Santuario come il luogo dove fu martirizzato Sant'Oronzo, patrono principale della città e di tutta la Diocesi.
Il popolo leccese, nella propria lingua dialettale, denomina il Santuario: "Santu Ronzu fore le mura" o "Santu Ronzu te fore" o anche più caratteristicamente "La Chesia te la Capu te Santu Ronzu", letteralmente "La Chiesa della testa di Sant'Oronzo".

## Storia
Tradizione vuole che già in epoca molto antica in questo luogo sorgesse una piccola cappella in ricordo del martirio del santo.
Nel 1655 fu edificato, probabilmente su una cappella preesistente, un più grande edificio poi caduto in rovina e sostituito nel 1912 dall'attuale chiesa, voluta dal vescovo Gennaro Trama e progettata dall'architetto Gaetano Capozza.
La chiesa ha poi subito un notevole restauro nel 1968 su iniziativa del vescovo Francesco Minerva ma rimase comunque chiusa per molti anni e solo nel 2007 è stata riaperta al culto. In anni recenti è stata sottoposta ad un secondo restauro soprattutto esterno ed oggi è visitabile in alcune occasioni speciali, come le festività in onore del santo.
Nel recinto sacro del santuario, intitolato al patrono di Lecce, si crede sia avvenuto appunto il martirio di sant'Oronzo assieme a san Giusto, decapitati all'alba del 26 agosto del 68 d.C.. Tale luogo è oggi contrassegnato da una colonnina in pietra leccese che riporta un'iscrizione in ricordo dell'avvenimento all'origine della chiesa salentina. Pochi metri più distante si nota una cisterna dove tradizione narra che la testa del primo santo vescovo leccese rotolò una volta tagliata.
Qui ogni anno, il 25 agosto, nel secondo giorno della festa patronale di Lecce, da tradizione viene celebrata la mattina una messa molto sentita e molto partecipata dal popolo leccese presieduta dall'arcivescovo di Lecce, considerato successore di Sant'Oronzo al termine della quale ci si ferma in preghiera davanti alla colonnina del martirio. Da alcuni anni è divenuto anche luogo di particolare pellegrinaggio da parte delle altre comunità salentine e pugliesi che hanno come patrono il santo salentino e con cui la loro storia cittadina si intreccia sin dall'antichità.
Una particolarità riguarda la via che conduce al santuario (la stessa che conduce alla marina di Torre Chianca), caratterizzata dalla presenza circa ogni 500 metri di 9 piccole cappelle a ricordo del percorso che Sant'Oronzo fece, scortato dai soldati romani, fino al luogo dove avvenne la decapitazione.
A Ottobre tradizionalmente si celebra un altro momento legato al culto storico del santo e che si è ripreso solo da alcuni anni che consiste in una processione con il simulacro del santo conservato nel santuario che percorre tutta la suddetta via per il mare (via Adriatica) fermandosi in preghiera a ognuna delle 9 piccole cappelle fino a giungere a piedi al santuario. La processione riprende una più antica tradizione che si era purtroppo persa nei secoli e che celebrava nella terza domenica di ottobre un altro evento miracoloso del santo che lo vede protettore della città anche da un terribile terremoto il 12 ottobre 1858.
La chiesa è una rettoria dipendente dalla parrocchia Cuore Immacolato di Maria.

## Descrizione

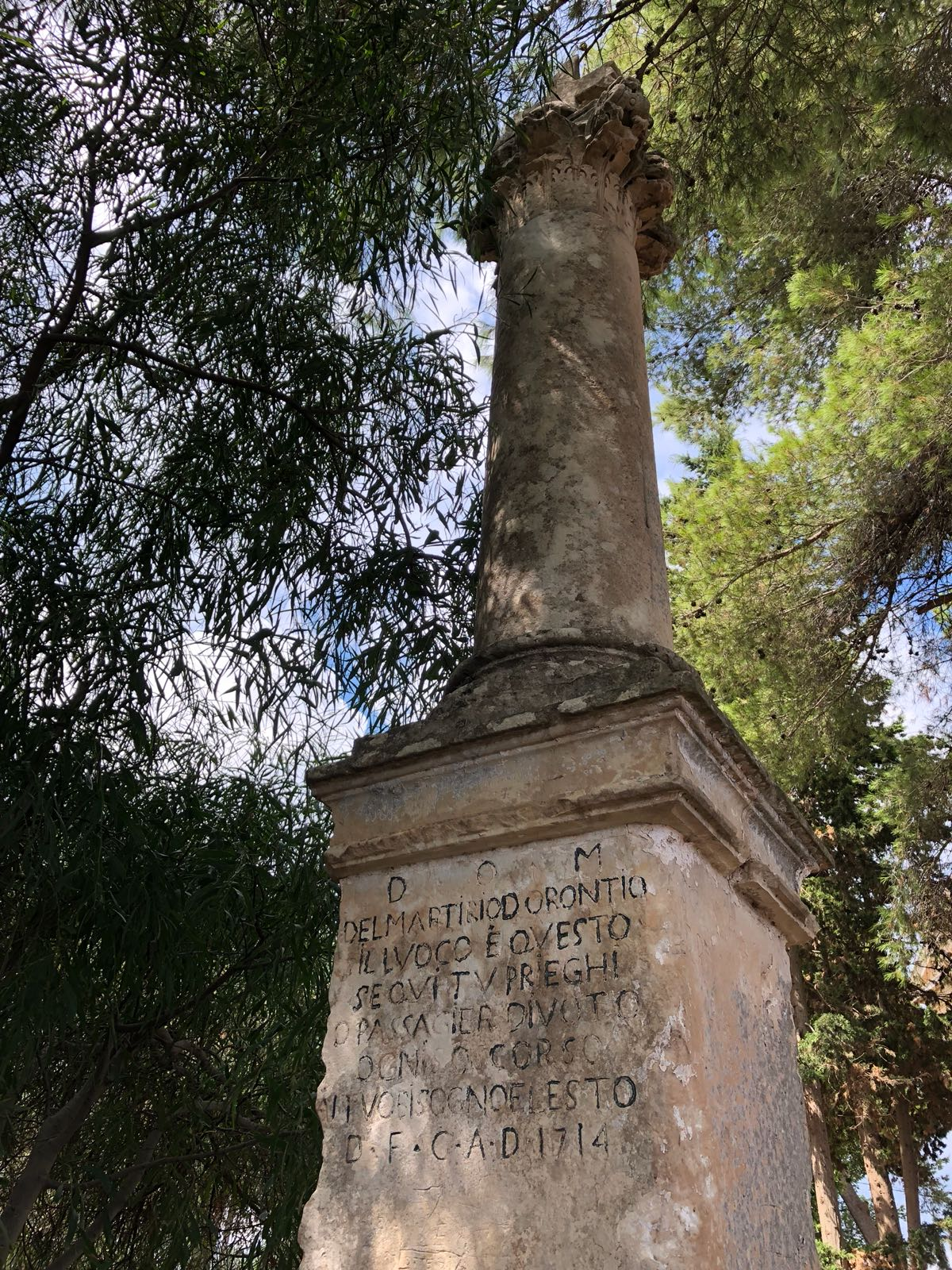
Colonnina eretta sul luogo dove Sant'Oronzo è stato decapitato

### Esterno
La chiesa, in stile neoclassico, è una costruzione in pietra leccese. La facciata possiede un semplice e unico portale d'ingresso timpanato ed è scandita da quattro lesene corinzie. Sulla trabeazione è riportata un'incisione latina con la dedica al martirio del santo. La chiesa è eretta all'interno di un giardino recintato, oggi a ridosso della Tangenziale, confinante con via Adriatica, strada che porta al mare. 
L'intero edificio è sormontato da una semplice ma austera cupola, ben visibile anche dalle campagne circostanti.

### Interno
L'interno, con pianta a croce greca, ospita sull'altare maggiore una tela dipinta che raffigura il martirio del santo, opera del pittore Luigi Scorrano. Sull'altare laterale destro è collocato un altro dipinto che raffigura lo sbarco di San Giusto sulle coste salentine che reca con sé la Lettera ai Romani di San Paolo. 
Sull'altare laterale sinistro è posta una Statua in cartapesta della Vergina Maria Assunta, a simboleggiare un collegamento spirituale con la Cattedrale di Lecce, a lei intitolata.
Nel santuario sono inoltre conservate un'apprezzabile statua in cartapesta del Santo e una scultura particolare, raffigurante la testa decollata del martire, conservata e venerata in un'urna di vetro.

## Galleria d'immagini

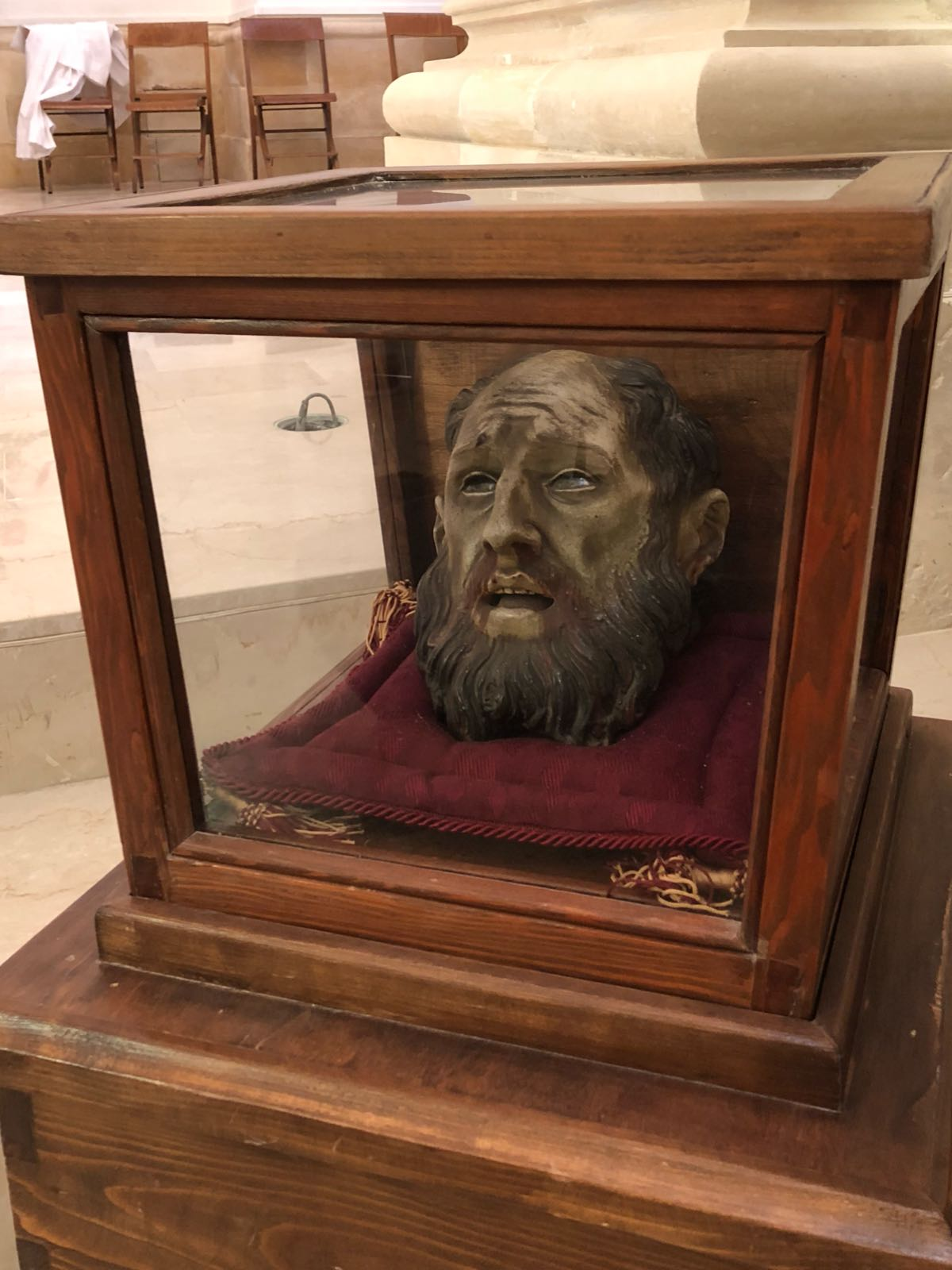
Scultura della "capu" (testa) decollata di Sant'Oronzo custodita nel Santuario
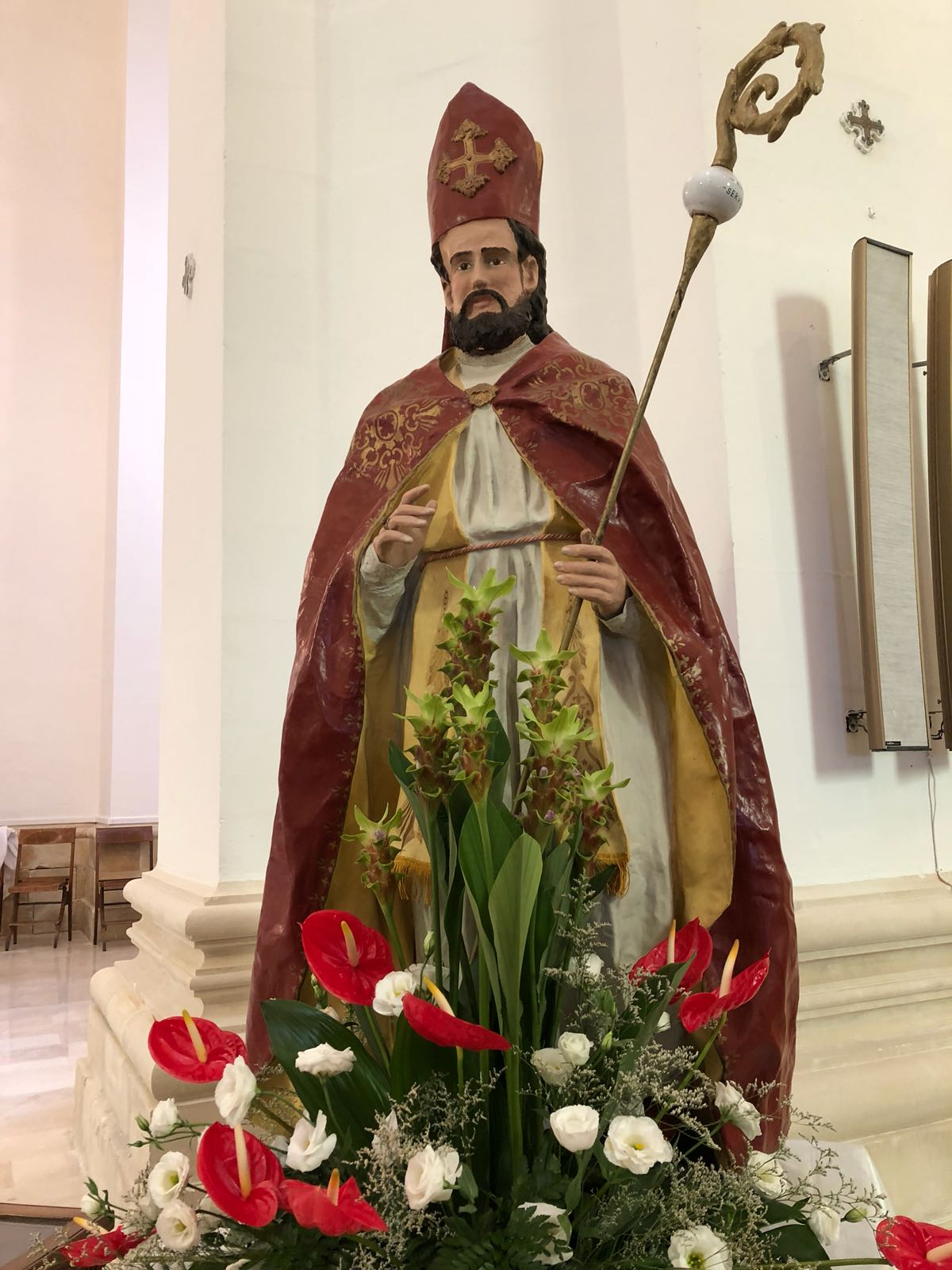
Statua in cartapesta intronizzata in occasione della festa del santo